# Phyllonorycter tenerella
Phyllonorycter tenerella là một loài bướm đêm thuộc họ Gracillariidae. Nó được tìm thấy ở Thuỵ Điển to Pyrenees, Ý và Bulgaria và từ Đại Anh đến tây bắc Nga và Ukraina. 
Sải cánh dài 6–8 mm. Có hai lứa trưởng thành vào tháng 5 và một lần nữa từ tháng 7 đến tháng 8.
Ấu trùng ăn Carpinus betulus và Ostrya carpinifolia. Chúng ăn lá nơi chúng làm tổ.